# Милорад Додик
Милорад Додик (Бања Лука, 12. март 1959) српски је политичар и политиколог. Тренутни је предсједник Републике Српске и предсједник Савеза независних социјалдемократа (СНСД). Бивши је српски члан Предсједништва Босне и Херцеговине и предсједник Владе Републике Српске.
Дипломирао је на Факултету политичких наука у Београду. Почасни је предсједник КК Партизан. Добитник је више признања и одликовања, као што је награда Фонда јединства православних народа из руку руског патријарха, Свети крст чувара Христовог гроба од стране јерусалимског патријарха, Ордена Светог Саве првог реда који додјељује Српска православна црква, Ордена Немањића, Ордена Републике Српске на ленти и Орден Републике Србије на великој огрлици.

## Дјетињство и образовање
Милорад Додик је рођен 12. марта 1959. године у Бањој Луци, као син Богољуба и Мире Додик. Живио је у Лакташима, гдје је похађао основну школу. Године 1978, завршио је Средњу пољопривредну школу у Бањој Луци, након које се уписује на Факултет политичких наука Универзитета у Београду, који је завршио 1983. године.
У млађим данима се бави активно кошарком играјући у КК Поткозарје, а касније и у КК Полет. Милорад Додик је више од десет година био предсједник КК „Игокеа“ Александровац чији је један од оснивача, а КК „Партизан“ Београд му је додијелио титулу почасног предсједника клуба.

## Рана политичка каријера
Од 1986. до 1990. био је предсједник Извршног одбора Скупштине општине Лакташи. Године 1990. на првим вишестраначким изборима у СР Босни и Херцеговини изабран је за српског посланика Скупштине СР БиХ, као кандидат Савеза реформских снага. Током рата у БиХ, био је посланик Народне скупштине Републике Српске. У то вријеме, основао је Клуб независних посланика у Народној скупштини Републике Српске, чији су чланови били опозиција Српске демократске странке — која је имала већинску власт у Народној скупштини Републике Српске.
Године 1996, послије Дејтонског споразума, из клуба је произашла Странка независних социјалдемократа и Додик је постао њен први предсједник. Странка се касније ујединила са Демократском социјалистичком партијом како би се оформио Савез независних социјалдемократа, чији је Додик и данас предсједник.

## Премијер Републике Српске (1998—2001)
Након сукоба Биљане Плавшић са остатком Српске демократске странке (СДС) Радована Караџића, основала је нову политичку странку, Српски народни савез (СНС). Пријевремени избори у Републици Српској одржани су 1997. године, након чега су Плавшићева и њен СНС блиско сарађивали са мањим српским социјалистичким партијама (Социјалистичком партијом и Додиковим СНСД-ом). Додик је именован за премијера Републике Српске, иако је његова странка имала само два мандата у Народној скупштини.
Тадашњи предсједник Републике Српске Никола Поплашен није хтео да именује Додика на мјесто премијера, па га је усљед тога 2. септембра 1999. Високи представник Карлос Вестендорп сменио са мјеста предсједника. На Поплашеново мјесто није дошао потпредсједник Мирко Шаровић, већ предсједник Народне скупштине Републике Српске Петар Ђокић, који је одслужио Поплашенов преостали мандат до 26. јануара 2000.

## Други премијерски мандат (2006–2010)
Током кампање за опште изборе 2006. године, након стицања независности Црне Горе, Додик је рекао да Република Српска не искључује своје право на референдум о независности. Додиков СНСД је на изборима освојио 46,9 одсто гласова, док је СДС освојио 19,5 одсто гласова. Међународна заједница га је доживљавала као умјереног демократског лидера Републике Српске. Додик је имао подршку западних земаља које су настојале да маргинализују српске националисте. Вјеровали су да су у Додику нашли алтернативу. Након што је постао премијер, Запад је наставио да га подржава на рачун српских националистичких партија. Западне земље су обећале да ће, уколико Додик остане премијер, Република Српска добити западну економску помоћ. ОХР и западне силе су такођер жељеле осигурати да он оствари своје обећање да ће вратити 70.000 хрватских и бошњачких избјеглица у Републику Српску.
Како је обећано, након побједе Додика на изборима, Република Српска је добила новчану помоћ од Европске уније, тим новцем су исплаћене плате државним службеницима и полицији. Средином фебруара 2007. Додик је отпутовао у Сједињене Америчке Државе, гдје га је примила Медлин Олбрајт. Описала га је као "дашак свежег ваздуха" и обећала 3,6 милиона евра хитне помоћи. Република Српска је у истом мјесецу добила и помоћ од британске владе. Британски министар иностраних послова Робин Кук рекао је испред Народне скупштине Републике Српске да је Додикова влада „у прве две недеље учинила више на побољшању живота људи него што је то урадила њена претходница за две године“.
Касније је Додик постао најмоћнији српски политичар у Босни и Херцеговини, а касније га је Запад посматрао као „неустрашивог националисту и највећу претњу крхком мултиетничком миру у Босни и Херцеговини“. Након што је постао премијер, Додик је постао чак и националистичкији од СДС-а. Током реформе полиције у Републици Српској, Додик је успио да себи створи националистички профил. Харис Силајџић је у међувремену побиједио на изборима за бошњачког члана Предсједништва Босне и Херцеговине. Како је током рата у БиХ био министар и близак сарадник Алије Изетбеговића, Силајџић је критиковао Републику Српску као геноцидни ентитет и позивао на њено укидање. Штавише, Силајџић се залагао за даљу централизацију Босне и Херцеговине.
Додик и председник Србије Борис Тадић су 5. маја 2008. године свечано отворили Парк Републике Српске у Београду.
Додик је 1. јуна 2008. године, током посјете Загребу, изјавио да је операција "Олуја" чин етничког чишћења спроведеног над Србима и оцијенио је "највећим етничким чишћењем почињеним након Другог свјетског рата". Хрватски председник Стјепан Месић критиковао је Додика што је подстицао незадовољне Србе у Хрватској да живе у Републици Српској, а занемарио је да позове бошњачке и хрватске избеглице да се врате. Иво Банац, председник Хрватског хелсиншког одбора, изјавио је да се Хрватска тада бранила и критиковао Додикове коментаре као провокације.
Додик је 12. децембра 2008. изјавио да муслиманским судијама не би требало дозволити да предсједавају предметима у Републици Српској. Он је прецизирао да је "за РС неприхватљиво да нам муслиманске судије суде и избацују жалбе које су правно основане. А ми мислимо да је то само зато што су муслимани, Бошњаци и што имају негативну оријентацију према РС, а видимо заверу која је створена.“ Додикове коментаре осудиле су међународне институције, Амбасада Сједињених Америчких Држава у Сарајеву и други званичници као „екстремно шовинистичке“.
Он и Борис Тадић, председник Србије, 9. септембра 2009. године отварају школу на Палама под називом „Србија“. Бошњачки и хрватски чланови трочланог Председништва Босне и Херцеговине нису консултовани о Тадићевом путовању.
Додик је 27. октобра 2009. обезбиједио авион Владе РС да покупи Биљану Плавшић, бившу предсједницу Републике Српске осуђену за ратне злочине, и пожелио јој добродошлицу у Београд након пријевременог пуштања из шведског затвора. За то је навео „чисто моралне разлоге“. Жељко Комшић, хрватски члан Предсједништва БиХ, отказао је планирану посјету Шведској у знак протеста.
Додик је у новембру 2009. године одбио да међународним тужиоцима пред Судом БиХ преда тражене документе о финансирању комплекса владиних зграда у Бањалуци у вриједности од 110 милиона еура и изградњи аутопута. Он је навео да суд није надлежан за Републику Српску и поднио је тужбу против замјеника високог представника Рафија Грегоријана и међународним тужиоцима. Додик је оптужио Грегоријана да води заверу против Републике Српске и рекао да постоји пристрасност према Србима међу тужиоцима и судијама на централном нивоу.
Додик је 10. новембра 2009. открио да озбиљно размишља о давању службе Биљани Плавшић у Сенату. Он је навео да „радимо на ревизији закона о председнику Републике, којим би Плавшић, и други бивши председници, добили могућност да уживају неке привилегије попут службе, новчане накнаде, саветника, секретара, службеног аутомобила са возачем и тако даље." Младен Босић, лидер Српске демократске странке, критиковао је Додика.
Хрватски председник Стјепан Месић је 19. јануара 2010. године изјавио да би Додик, уколико би расписао референдум за независност Републике Српске, послао хрватску војску да интервенише.

## Председник Републике Српске

### Први и други мандат (2010–2018)
У октобру 2010. Додик је тесно победио на председничким изборима РС већ у првом кругу, чиме је постао 8. председник републике.
Дана 30. новембра 2010. године, процуреле дипломатске депеше Сједињених Држава откриле су да Додик подржава Ахтисаријев план за независност Косова. Депешу је послао Данијел Фрид, званичник америчког Стејт департмента, у мају 2007. и цитирао Додика да ће „признање Косова уследити након такве одлуке (да се усвоји план) Савета безбедности УН“. Додик је негирао оптужбе и навео да је Данијел Фрид лажов и смутљивац.
Додик је у мају 2011. планирао да се у јуну одржи референдум за који је сматрао да ће се одразити на одбацивање државних институција БиХ, укључујући и суд за ратне злочине. Високи представник за Босну и Херцеговину Валентин Инцко упозорио је да би референдум потенцијално могао да угрози Дејтонски споразум. Међутим, убрзо након повећања тензија у вези са предложеним референдумом, Република Српска је одлучила да поништи референдум, након што је Кетрин Ештон, висока представница Уније за спољну политику и безбедност ЕУ у Бањој Луци уверила Додика да ће ЕУ испитати притужбе РС на злоупотребе у правосудном систему Босне и Херцеговине, те препоручити измјене.
Додик је 25. октобра 2011. на Универзитету Колумбија говорио на тему „Америчка спољнополитичка успешна прича: Дејтонски споразум, Република Српска и европске интеграције Босне“. Због овог догађаја протестовале су бројне организације, укључујући Конгрес Бошњака Северне Америке, Саветодавно веће за Босну и Херцеговину, Канадски институт за истраживање геноцида, Босанскоамерички институт за геноцид и образовни центар, и Међународни центар за транзициону правду. Протести су се одвијали и док је говор био у току.
Додик је у октобру 2012. предложио да се укину јединствене оружане снаге Босне и Херцеговине. Додик је 3. новембра 2012. године најавио да ће Влада Републике Српске донирати необјављени износ за реновирање старе резиденције српског православног патријарха Иринеја у Београду. Иринеј је прокоментарисао да је „ово одлична прилика да се практично покаже јединство српског народа и српске цркве ван наших граница“. Српски блогери су изразили „неслагање и са једнима и са другима у време тешке економске кризе и тешкоћа“.
Високи представник Валентин Инцко је 13. новембра 2012. цитирао Додика као „најчешћег, иако свакако не јединог заговорника распада [босанске] државе“ у извјештају Савјету безбједности УН. Он је додао да је "најновија и забрињавајућа од њих иницијатива коју је предсједник упутио Народној скупштини Републике Српске у покушају да се створе услови који би једнострано изнудили распуштање Оружаних снага Босне и Херцеговине". Виталиј Чуркин, руски представник у Уједињеним нацијама, стао је у одбрану Додика и окривио Бошњаке за напетост.
У новембру 2012. године, њемачко државно тужилаштво умијешало је Додика и његовог сина у корупцијски случај Hipo Alpe-Adria-Bank International. Истрага се односила на „више кривичних дела, укључујући фалсификовање докумената, лажирање финансијских и пословних извештаја и преваре“. Правосудни систем Босне и Херцеговине је првобитно истражио случај након подношења тужбе, али су „политички притисци убрзо зауставили правосудне органе и полицију у РС-у“. Према Домагоју Маргетићу, хрватском новинару, Додик је подмићивао и пријетио му како га не би повезивали са причом о афери Hipo Group Alpe Adiria. Високи представник у Босни и Херцеговини Валентин Инцко је 26. новембра 2012. године потврдио да није вођена истрага против предсједника Републике Српске Милорада Додика и његове породице у Њемачкој или Аустрији.
Канцеларија Сједињених Америчких Држава за контролу стране имовине увела је 1. јануара 2017. године санкције Додику на основу Извршног налога 13304 и због његове улоге у пркошењу Уставном суду Босне и Херцеговине. „Ометајући Дејтонски споразум, Милорад Додик представља значајну пријетњу суверенитету и територијалном интегритету Босне и Херцеговине“, рекао је Џон Е. Смит, в. д. директора ОФАЦ-а. „Данашња акција наглашава приврженост САД Дејтонском споразуму и подржава међународне напоре за наставак европских интеграција земље. Свака имовина Милорада Додика у јурисдикцији САД ће бити блокирана, а америчким лицима, појединцима или компанијама, забрањено је да се баве бизнисом. трансакције са њим“.

## Председништво БиХ (2018–22)

### Општи избори (2018)
На Општим изборима у БиХ 2018. због уставног ограничења могућности три узастопна мандата на мјесту предсједника Републике Српске, по први пут се кандидовао, и однио најубједљивију побједу за мјесто српског члана Предсједништва БиХ, са остварених 368.210 гласова; то је уједно, не рачунајући прве послијератне изборе, и највећи појединачни број гласова за позицију у Предсједништву БиХ од свих дотадашњих чланова и из свих народа.
Крајем септембра 2023. једногласно је реизабран за предсједника СНСД.

### Домаћа политика
Додик је у првом мјесецу свог предсједавања имао конфронтацију са новоизабраним бошњачким чланом Предсједништва Шефиком Џаферовићем, при чему је Додик изјавио да неће присуствовати првој сједници Предсједништва под новим руководством све док застава Републике Српске, ентитета Босне и Херцеговине, не буде смештена у његову канцеларију. На крају је попустио, пристајући да седницу одржи само са заставом Босне и Херцеговине.
У марту 2019. Додик је за свог савјетника именовао познатог филмског ствараоца Емира Кустурицу.
Централна изборна комисија Босне и Херцеговине је 28. јануара 2021. године пријавила Додика Тужилаштву Босне и Херцеговине због ширења националне мржње. Пријављен је да је вербално вријеђао члана Централне изборне комисије Вању Бјелицу-Прутину због одлуке да се општински избори у БиХ 2020. године понове у градовима Добој и Сребреница, на којима је побиједила Додикова странка, због изборних нерегуларности.
Џаферовић и хрватски члан Предсједништва Жељко Комшић присуствовали су 22. маја 2021. године војној вјежби између Армије Сједињених Америчких Држава и Оружаних снага Босне и Херцеговине на планини Мањачи, јужно од града Бања Лука у Босни и Херцеговини, док је Додик одбио да јој присуствује.
Дана 5. јануара 2022. године, Канцеларија Сједињених Америчких Држава за контролу стране имовине увела је санкције Додику према Извршној наредби 14033 („Блокирање имовине и обустављање уласка одређених особа у Сједињене Државе које доприносе дестабилизирајућем стању на Западном Балкану“). Подсекретар Трезора за тероризам и финансијску обавјештајну службу Брајан Е. Нелсон је у саопштењу рекао да „дестабилизујућа коруптивна активност Милорада Додика и покушаји да демонтира Дејтонски мировни споразум, мотивисани сопственим интересом, угрожавају стабилност Босне и Херцеговине и читавог региона“. Уједињено Краљевство је 11. априла 2022. санкционисало Додика и Жељку Цвијановић, предсједницу Републике Српске због покушаја подривања легитимитета Босне и Херцеговине, а британска министарка вањских послова Лиз Трас изјавила је да Додик и Цвијановић „намјерно поткопавају тешко стечени мир у Босни и Херцеговини. Подстакнути Путином, њихово непромишљено понашање угрожава стабилност и безбедност широм Западног Балкана.“
Додика је 16. новембра 2022. године на мјесту српског члана Предсједништва наслиједила Жељка Цвијановић.

#### Пандемија ковида-19
Како је пандемија КОВИД-19 у Босни и Херцеговини почела у марту 2020. године, Предсједништво је најавило постављање карантинских шатора Оружаних снага на границама земље намијењених држављанима БиХ који се враћају кућама. Сваки држављанин Босне и Херцеговине који долази у земљу био је у обавези да буде у карантину у трајању од 14 дана почев од дана доласка. Шатори су постављени на северној граници са Хрватском.
Додик је 21. децембра 2020. године примљен у болницу због билатералне упале плућа, али није оболио од КОВИД-19. Дан касније, 22. децембра, потврђено је да је позитиван на КОВИД-19; до 28. децембра Додик се опоравио.
Предсједник Србије Александар Вучић је 2. марта 2021. дошао у Сарајево и састао се са Додиком и осталим члановима Предсједништва, Џаферовићем и Комшићем, и донирао 10.000 доза АстраЗенека КОВИД-19 вакцина за пандемију КОВИД-19. Три дана касније, 5. марта, у Сарајево је дошао и словеначки предсједник Борут Пахор, који се састао са Додиком, Џаферовићем и Комшићем, и изјавио да ће Словенија донирати и 4.800 АстраЗенека вакцина против КОВИД-19 за пандемију.
21. априла 2021. примио је прву дозу вакцине Спутњик В против КОВИД-19.

#### Одрицање од високог представника
Дана 27. маја 2021, Валентин Инцко је поднио оставку на функцију високог представника за Босну и Херцеговину, а њемачки политичар Кристијан Шмит би требао постати нови високи представник 1. августа 2021, након што га је предложила њемачка влада. Додик је то наишао на неодобравање, рекавши да „ми не прихватамо Шмита, све је обичан блеф међународне заједнице“. Неколико дана касније Додик је рекао да „Шмит неће имати легитимитет за Републику Српску“. осим ако га не потврди Савјет безбједности Уједињених нација“, додајући да ће Република Српска „примити Шмита само као туристу ако га не потврди Савјет безбједности“.
Министарка иностраних послова БиХ Бисера Турковић имала је 29. јуна бурну дипломатску размену са руским амбасадором при Уједињеним нацијама Василијем Небензјом на састанку Савета безбедности Уједињених нација у Њујорку. Тема састанка била је политичка ситуација у Босни и Херцеговини, са фокусом на Уред високог представника, да ли је вријеме за његово затварање након што је створена 1995. године након рата у БиХ. Њено обраћање у Савјету безбједности Додик је жестоко критиковао. Неколико дана раније Додик је безуспјешно покушао спријечити Турковићево обраћање Савјету безбједности, чак је и писмом руском министру иностраних послова Сергеју Лаврову тражио помоћ.
Валентин Инцко је у посљедњих десет дана свог мандата на мјесту високог представника, 23. јула 2021. године, неочекивано наметнуо измјене закона о забрани негирања геноцида у Босни и Херцеговини. Ово је наишло на огорчење политичара босанских Срба, посебно Додика, изјављујући „Ми [Република Српска] смо приморани да се распаднемо“ и много пута понављајући да се „геноцид није десио“. Као одговор на Инцково наметнуто стање. закона, већина српских представника у националним институцијама, на челу са Додиком, одлучила је да одбаци Инцков закон, као и да до даљњег не учествује у раду босанских националних институција, што је изазвало нову политичку кризу у земљи.
Након седнице Савета безбедности Уједињених нација 4. новембра 2021, Додик је обећао да ће тужити новог високог представника Кристијана Шмита и описао састанак као „победу за Републику Српску“ и доказивање да је „Кристијан Шмит високи представник само у његовом уму“ , иако су све чланице Савета безбедности УН, осим Русије, изразиле подршку Шмиту и његовим овлашћењима као Високог представника.
Додик је 26. јануара 2022. године, након састанка о уставној реформи у Сарајеву, рекао да ће он и његова странка бити „спремни да учествују у раду националних институција уколико у Парламенту буде усвојен закон о забрани називања ентитета геноцидним.''

### Контроверза о војним хеликоптерима
У августу 2021. Комшић и Џаферовић, без Додика, дали су инструкције Министарству безбједности да буде на располагању за гашење пожара у Херцеговини који су настали неколико дана раније. До тога је дошло након што је Додик, као трећи члан Предсједништва, одбио да да сагласност Оружаним снагама БиХ да својим војним хеликоптерима помогну у гашењу пожара, јер је за војску потребна сагласност сва три члана Предсједништва. хеликоптери снага који ће се користити. Његови поступци наишли су на огорчење босанскохерцеговачких политичара и медија, а Дамир Шабановић, начелник општине Јабланица, града у опасности од пожара, подигао је кривичну пријаву против Додика због „нереаговања или одбијања да реагује и починио кривично дјело искоришћавањем свог службени положај и неизвршавање службене дужности.“
Додик се 19. августа правдао да су "Хеликоптери стари 40-50 година. Људи који њима лете имају храброст. Наравно, то није једини разлог зашто нисам учествовао на сједницама Предсједништва. Тај разлог је добро познат и тако ће и остати.“ Међутим, 23. августа министар одбране БиХ Сифет Поџић је реаговао на Додикову изјаву рекавши „Хеликоптери су сасвим у реду, једини разлог зашто нису помогли у гашењу пожарa је Додик.“

### Повлачење јурисдикције
Након Закона о шумама који је усвојила Влада Републике Српске, Уставни суд Босне и Херцеговине је 23. септембра 2021. године донио одлуку да је одредба закона да су шуме власништво Републике Српске неуставна. Додик је критиковао ову одлуку, рекавши „У РС [Републици Српској] треба поништити све што је ван Устава и Дејтона“.
Он је 27. септембра најавио да ће Република Српска повући сагласности које је дала на споразуме о формирању Оружаних снага Босне и Херцеговине и Високог судског и тужилачког савјета Босне и Херцеговине. Касније је рекао да се, без обзира на све, ништа неће радити „ван Устава“. Иако подржава Додиково мишљење о закону о забрани негирања геноцида, Мирко Шаровић, предсједник Српске демократске странке (СДС) велика опозициона партија у Републици Српској, не подржава повлачење надлежности Оружаних снага и других националних институција, наводећи „Од Додикових неозбиљних иницијатива Република Српска ће постати мета, немамо користи од ових одлука“.
Дана 20. октобра 2021. године, Народна скупштина Републике Српске је само тијесно изгласала формирање ентитетске Агенције за лијекове, чиме је повукла подршку националној босанској Агенцији за лијекове. Опозиција, укључујући СДС и Партију демократског прогреса, није присуствовала гласању у знак протеста против Додика и његовог поступка.
Додик је 8. новембра 2021. најавио даље повлачење из Оружаних снага, наводећи „Нећемо дозволити да Оружане снаге постану муслиманска војска“ и рекавши да је „добро да се Босна и Херцеговина демилитаризује, то је био наш ранији предлог.'' Након Додиковог деловања, Доњи дом Уједињеног Краљевства организовао је дебату о ситуацији у Босни и Херцеговини, током које су изнете велике оптужбе на рачун Додиковог рада, али и Србије и Русије као земаља које подржавају његов рад.
Народна скупштина Републике Српске усвојила је 10. децембра 2021. сет закључака, укључујући и оне који се тичу Оружаних снага, којима се отвара пут за повлачење надлежности са националног на ентитетски ниво. Поново, у знак протеста, опозиција није присуствовала гласању и одбила је да подржи закључке, наводећи „Ово је фарса и обична изборна кампања“.

### Спољна политика
У мају 2021. године, током избијања израелско-палестинског сукоба, Додику је захвалио израелски премијер Бенјамин Нетанјаху што је изразио подршку Израелу, за разлику од његових колега из Предсједништва који су изразили подршку Палестини.
У јуну 2021. Додик је у Анталији у Турској потписао Декларацију СЕЕЦП, која између осталог укључује разговоре о интеграцији у НАТО.
Он се 6. новембра 2021. године састао са мађарским премијером Виктором Орбаном у Бањалуци, захваливши му „на разумевању које Мађарска има за Републику Српску“. Орбан је рекао да је „Република Српска кључна за мир на Балкану“. те да ће Мађарска „проширити свој економски програм са Републиком Српском.“

#### Европска унија
У септембру 2021. Додик је отишао у Будимпешту, у Мађарску, на њен демографски самит. Тамо се 22. септембра састао са словеначким премијером Јанезом Јаншом. Додик је 23. септембра одржао говор на самиту, гдје је критиковао Европску унију, ЛГБТ заједницу и рјешавање претходне европске мигрантске кризе. Самиту су, осим Додика и Јанше, присуствовали и мађарски премијер Виктор Орбан, председник Србије Александар Вучић, чешки премијер Андреј Бабиш, пољски премијер Матеуш Моравјецки и бивши потпредседник САД Мајк Пенс, као и кандидат за председника Француске 2022. Ерик Земур.
Додик, Џаферовић и Комшић састали су се 30. септембра у згради Предсједништва у Сарајеву са предсједницом Европске комисије Урзулом фон дер Лејен. Ово је био дио посјете Фон дер Лајен Босни и Херцеговини, будући да је неколико сати прије тога отворила гранични пункт Свилај и мост преко ријеке Саве у близини, који носи међународно важан аутопут Паневропски коридор 5ц.
Додик је, између осталог, у интервјуу за највећи немачки новински сајт Шпигел, датом у октобру 2021. године, рекао да „Западни Балкан никада није био даље од чланства у Европској унији него што је данас“, настављајући тако да износи своје евроскептичне ставове. У децембру 2021. године, њемачка министарка иностраних послова Аналена Бербок предложила је спољну политику „усмјерену вриједностима“ у спрези са другим европским демократијама и партнерима у НАТО-у, и позвала ЕУ да имплементира санкције Додику. Додик се 20. маја 2022. године састао са предсједником Европског савјета Шарлом Мишелом, током посјете Сарајеву, са којим је разговарао о приступању Босне и Херцеговине ЕУ.

### Државне посјете Турској 2021.
Додик, Џаферовић и Комшић су 16. марта 2021. године отишли у државну посјету Турској како би се састали са турским предсједником Реџепом Тајипом Ердоганом. Док је био тамо, Ердоган је обећао да ће донирати Босни и Херцеговини 30.000 вакцина против КОВИД-19 за пандемију КОВИД-19. Такође на састанку, Босна и Херцеговина и Турска договориле су међусобно признавање и размену возачких дозвола, као и потписивање споразума о сарадњи у инфраструктурним и грађевинским пројектима, који се односи и на изградњу аутопута од главног града БиХ до главног града Србије. Београд; споразум потписује министар комуникација и саобраћаја Војин Митровић.
Ердоган је 27. августа 2021. године дошао у Сарајево у државну посјету Босни и Херцеговини и састао се са сва три члана Предсједништва, разговарајући о већој економској и инфраструктурној сарадњи, као ио изградњи аутопута од Сарајева до Београда. Такође, договорен је трилатерални састанак Турске, Србије и Босне и Херцеговине који би требало да се деси у блиској будућности.
У новембру 2021. Додик је отишао у Анкару и поново се састао са Ердоганом. Његов састанак са Ердоганом био је фокусиран на политичку кризу у Босни и Херцеговини, након што је Валентин Инцко наметнуо измјене закона о забрани негирања геноцида у земљи. На састанку је, како је пренио Додик, речено да "пријетња силом не може ријешити ниједан проблем" и да су "спекуланти наметнули причу о могућем сукобу".

## Трећи мандат на челу Српске (2022–тренутно)

### Општи избори 2022.
Додик је 1. јула 2022. године најавио кандидатуру на општим изборима у Републици Српској, кандидујући се по трећи пут за предсједника Републике Српске.
Након објављивања прелиминарних резултата на изборима у Републици Српској, опозиционе странке оптужиле су за изборну малверзацију директно Додикa, за којег су тврдили да је координирао пуњење гласачких кутија хиљадама незаконитих гласова како би Савез независних социјалдемократа ставио испред избора и да је Јелена Тривић из Партије демократског прогреса прави победник председничких избора у Републици Српској. Као резултат ових навода, Централна изборна комисија је започела поновно пребројавање гласачких листића. Када је Изборна комисија верификовала прелиминарне резултате, није верификовала изборе у Републици Српској. Међутим, 27. октобра званичници су потврдили Додикову побједу. Комисија је констатовала да иако је било неправилности, ниједна није била на нивоу који би променио исход избора.

### Период 2022—23
Додик је положио заклетву као предсједник 15. новембра 2022. године у Народној скупштини Републике Српске, наслиједивши Жељку Цвијановић.
Додик је 23. новембра затражио од актуелног премијера Радована Вишковића да формира нову владу Републике Српске. Народна скупштина Републике Српске потврдила је 21. децембра 2022. године именовање Вишковићевог кабинета.
Додик је 8. јануара 2023. одликовао руског предсједника Владимира Путина у одсуству највишим ентитетским одликовањем, Орденом Републике Српске.
У марту 2023. године дошло је до насиља у Бања Луци због планираног ЛГБТ догађаја и неколико десетина мушкараца напало је неколико активиста за људска права. Такође у марту, државни секретар Сједињених Америчких Држава Ентони Блинкен рекао је да „Додикови напади на основна права и слободе у Републици Српској показују да је он на ауторитарном путу председника Путина“ и да се „Стејт департмент наставља да се залаже за демократску и просперитетну будућност коју сви грађани Босне и Херцеговине заслужују.“
Народна скупштина Републике Српске је 27. јуна 2023. године изгласала суспензију одлука Уставног суда Босне и Херцеговине и престанак објављивања уредби и закона високог представника у службеном гласнику. Након ове одлуке, високи представник Кристијан Шмит је поништио два закона која је Скупштина усвојила, наводећи да те одлуке „директно крше уставни поредак Босне и Херцеговине и Дејтонски мировни споразум“.
Додик је осудио напад Хамаса на Израел 2023. године и изразио подршку Израелу у рату који је услиједио. Палата Републике у Бањој Луци окићена је израелском заставом 8. октобра 2023. године.

### Санкције Уједињеног краљевства и САД
Британска влада увела је санкције Додику 2022. године, заједно са Сједињеним Државама 2023. године, због наводног подривања територијалног интегритета Босне и Херцеговине и Дејтонског мировног споразума.

### Сукоб са Кристијаном Шмитом, оптужница и суђење у тужилаштву БиХ
Тужилаштво БиХ је у августу 2023. године оптужило Додика да се оглушио о одлуке високог представника, и пријети му могућа максимална казна од пет година затвора. Високи званичници босанских Срба одбацили су оптужницу против Додика као политички мотивисану, рекавши да неће признати одлуке „неуставног суда и тужилаштва“. Додик је 16. октобра 2023. године одбио да се изјасни о оптужници на првом месту. саслушавши, касније је рекао новинарима да не разуме оптужницу.
Додику је званично суђено 5. фебруара 2024. године.
Кристијан Шмит је 26. марта 2024. године наметнуо нови сет измјена изборног закона Босне и Херцеговине, најављујући имплементацију електронског бројања гласова, електронске идентификације и дигиталних бирачких мјеста на ограниченом броју локација у оквиру пилот шеме. Додик је запретио да ће Срби блокирати рад националне владе у земљи уколико се не „пониште“ изборни закони које је наметнуо Шмит, а „западни амбасадори не буду протерани из земље“.

### Амерички избори 2024.
Додик је на председничким изборима у САД 2024. јавно подржао кандидата Републиканаца Доналда Трампа.

### Пресуда Суда БиХ
Суд Босне и Херцеговине фебруара 2025. прогласио је кривим и казнио га затворском казном од годину дана и шест година забране обављања јавних функција због неизвршавања одлуке високог представника за БиХ.
Сам Додик је изразио став да је пресуда уперена против Републике Српске и српског народа у целини.
Дана 23. априла 2025. године у Источном Сарајеву, припадници Државне агенције за истраге и заштиту, Сипе, покушали су да, по налогу Суда Босне и Херцеговине, ухапсе председника Републике Српске Милорада Додика због пресуде за подривање уставног поретка. Међутим, акцију хапшења су спречиле снаге Министарства унутрашњих послова Републике Српске (МУП РС), које су на терен извеле Специјалну антитерористичку јединицу (САЈ). Према извештајима, МУП РС је запретио да ће употребити силу уколико СИПА покуша да спроведе хапшење, након чега су припадници СИПА обуставили акцију и повукли се без директног сукоба. Овај догађај додатно је погоршао политичке тензије у земљи. Додик, познат по свом противљењу институцијама БиХ и високом представнику Кристијану Шмиту, наставио је да заговара већу аутономију Републике Српске. Његове активности довеле су до осуда и санкција од стране западних земаља, док истовремено ужива подршку Русије и Србије.
Након другостепене пресуде Суда Босне и Херцеговине 1. августа 2025. године, која је потврдила првостепену пресуду и одбила жалбе и тужилаштва и одбране, Централна изборна комисија БиХ је 6. августа донела одлуку о одузимању мандата председника Републике Српске Додику, на коју он има право жалбе. Додик је оценио одлуку ЦИК као противну Уставу Републике Српске и затражио одржавање референдума на коме ће бирачко тело одлучити о његовом останку или одласку са функције.

## Ангажман у спорту
Неријетко се може видјети на спортским манифестацијама у Србији и Републици Српској а у функцији предсједника РС иницирао је и неколико пројеката сарадње између различитих гранских спортских савеза Србије и Републике Српске. Иако је много пута са различитих позиција власти у Републици Српској помагао новчаним донацијама клубове из спортске породице Борац, у јуну 2019. по први пут се из просторија фудбалског клуба Борац обратио медијима и јавно стао иза пројекта „Европски Борац”, најављујући у периоду од шест мјесеци чишћење свих вишедеценијских дуговања која су оптерећивала овај клуб, и стварање клуба способног да се поново бори за трофеје и игра европска такмичења. Исте године, на крају полусезоне предсједник Борца Вицо Зељковић констатовао је да је очишћено 90% дуга, а Борац је годину завршио на диоби другог мјеста у Премијер лиги БиХ.

## Ставови

### Мишљења о Тузли и Маркалама
Додик је 2009. године изјавио да је тузлански масакр исцениран и довео у питање масакре на Маркалама у Сарајеву. Због ових изјава Град Тузла поднио је оптужницу против Додика. Град Сарајево поднио је кривичну пријаву против Додика због злоупотребе положаја и овласти, те изазивања националне, расне и вјерске мржње.
Канцеларија високог представника је саопштила да је Додик негирао почињене ратне злочине и навео да „Када такве искривљене чињенице долазе од званичника на високој позицији, званичника који је дужан да поштује Дејтонски мировни споразум и да сарађује са Хашким трибуналом, онда су посебно неодговорни и поткопавају не само институције одговорне за одржавање владавине права, већ и кредибилитет самог појединца“.

### Порицање геноцида и масакра у Сребреници
Додик је масакр у Сребреници описао као „измишљен мит“.
Он је у интервјуу београдском листу Вечерње новости у априлу 2010. године изјавио да „не можемо и никада нећемо прихватити да се тај догађај квалификује као геноцид“, и одбацио извештај Републике Српске из 2004. године који је признао размере убиства и извинио се рођацима жртава, тврдећи да је извештај усвојен због притиска међународне заједнице. Не потврђујући цифру, тврдио је да је број жртава 3.500, а не 7.000 колико их прихвата извјештај, наводећи да је 500 пописаних жртава живо и да је преко 250 људи сахрањених у Меморијалном обиљежју геноцида у Сребреници у Поточарима умрло на другим мјестима. У истом мјесецу, 10. априла 2010. године, Додик је покренуо ревизију извјештаја из 2004. рекавши да је број убијених преувеличан и да је извјештај изманипулисао бивши мировни изасланик. Канцеларија високог представника је одговорила и навела да: „Влада Републике Српске треба да преиспита своје закључке и да се усклади са чињеницама и законским захтевима и да се понаша у складу са тим, а не да наноси емоционални бол преживјелима, мучи историју и омаловажава јавну слику о земља“.
Додик је 12. јула 2010. године, на 15. годишњицу масакра у Сребреници, изјавио да признаје убиства која су се догодила на том месту, али да оно што се догодило у Сребреници не сматра геноцидом, што се разликује од закључака МКСЈ-а и Међународног суда правде, наводећи да је „(и) геноцид почињен над српским народом на овим просторима где су масовно убијани жене, деца и старци“, мислећи на источну Босну. Додик је у децембру 2010. године осудио Вијеће за имплементацију мира (ПИЦ), међународну заједницу од 55 земаља, јер је масакр у Сребреници назвао геноцидом.
Користио је разне тврдње, које су заступали други порицатељи и теоретичари завере, попут да је Сребреница, у ствари, била освета за напад на Кравицу 1993. и друге злочине босанских Муслимана над Србима, потврђене или наводне.
Додик је 2017. године увео закон којим се фактички забрањује предавање о геноциду у Сребреници и опсади Сарајева у школама Републике Српске, наводећи да је „овдје немогуће користити уџбенике... који говоре да су Срби починили геноцид и држали Сарајево под опсадом. Ово није тачно и ово се овде неће учити“.
Народна скупштина Републике Српске је 14. августа 2018. године, поново на иницијативу Додика након његовог претходног покушаја 2010. године, одбацила извјештај из 2004. године и одлучила да се састави нова комисија за ревизију извјештаја о догађајима у Сребреници и околини града у јулу 1995. године. Овај потез је одмах критиковала међународна заједница.
Фонд за хуманитарно право је у свом извјештају који је потписао 31 истакнути потписник описао овај нови развој догађаја као „кулминацију више од деценије негирања геноцида и историјског ревизионизма од стране власти СНСД-а у Републици Српској“. Стејт департмент Сједињених Држава објавио је саопштење у којем критикује тај потез, описујући га као „(а) покушаји да се одбаци или измени извештај о Сребреници део су ширих напора да се ревидирају чињенице из прошлог рата, да се негира историја и да политизују трагедију“.

### Радован Караџић и Ратко Младић
У марту 2016. године студентски дом на Палама добио је име у част ратног српског лидера Радована Караџића, што је Додик подржао. Догађај се догодио само неколико дана пре него што је Караџић осуђен од стране МКСЈ за ратне злочине.
У децембру 2020. године, плоча у част Караџићу је морала да буде уклоњена након што је високи представник Инцко, уз помоћ Караџићеве ћерке Соње Караџић-Јовичевић, јавно позвао на њено уклањање.
Додик је у фебруару 2024. изјавио: „Не смете заборавити Радована Караџића или Ратка Младића. То су људи који су у тешком тренутку стали на чело овог народа... и спремни смо да се одрекнемо своје историјске величине само зато што неко је рекао да су починили злочин“, рекао је Додик пред окупљеним. Тврди да током суђења у Хагу Караџићу заправо није доказано да је починио ниједан злочин и да је проглашен кривим "јер се заложио за слободу". Ово што им је урађено је чиста историјска подвала... Они су све измислили“, рекао је Додик. Додао је да му је жеља да види успостављање „велике Русије“.

## Политички рад

### Спољна политика

#### Однос са ЕУ
Првобитно је био велики заговорник и присталица Европске уније, Додик је постепено постао много евроскептичнији и критичнији према ЕУ.
Додик и његови колеге чланови Предсједништва су у септембру 2020. године рекли да је статус кандидата за чланство у ЕУ за Босну и Херцеговину могућ 2021. године ако та земља „проведе успјешне реформе“.

#### Однос са Русијом
Додик је 2. децембра 2021. имао састанак са руским председником Владимиром Путином у Москви, при чему је Додик изјавио „Он [Путин] је упознат са детаљима ситуације у Босни и Херцеговини.“ Након што је Русија признала Доњецку Народну Републику и Луганску Народну Републику као независне државе 21. фебруара 2022. године, које су спорне територије у украјинском региону Донбас, Додик је рекао да ће Република Српска тражити неутралност на националном нивоу по питању Украјине. Путин је 24. фебруара наредио инвазију великих размера на Украјину, што је означило драматичну ескалацију руско-украјинског рата који је почео 2014. Поводом инвазије, Додик је рекао да је Босна и Херцеговина неутрална, након што је претходног дана изјавио да је „ догађаји су показали да је добра одлука за Босну и Херцеговину да не уђе у НАТО и да земља неће подржати санкције.“

## Приватни живот
Ожењен је Сњежаном с којом има двоје дјеце, сина и ћерку.

## Признања
- Орден Немањића[168]
- Поводом освештења Саборног храма Христа Спаситеља у Бањој Луци 29. маја 2009. године, као једном од кумова храма, тада предсједнику Владе Републике Српске, Милораду Додику је додијељен Орден Светог Саве првог реда, највише одликовање Српске православне цркве.[169]
- Одлуком Националног савјета безбједности Русије је 6. новембра 2011. одликован је „Орденом Првог степена за заслуге пред отаџбином и козаштвом“.[170]
- Указом предсједника Руске Федерације Дмитрија Медведева од 22. новембра 2011, одликован је „Орденом дружбе“ за развој сарадње између Руске Федерације и Босне и Херцеговине.[171] Орден му је уручен 9. јануара 2012, на Дан и Крсну славу Републике Српске.[172]
- Споменица Српског просвјетног и културног друштва „Просвјета“ на којој пише: „У знак поштовања и захвалности за залагање и допринос његовању просвјете, културе и духовности српске“; Билећа, 28. јуни 2012.
- Одликовање Фонда јединства православних народа, за истакнуту дјелатност на јачању јединства православних народа и унапређење и јачање хришћанских вриједности у друштву; 11. март 2014.
- Патријарх московски и све Русије Кирил уручио је предсједнику Републике Српске Милораду Додику награду међународног Фонда јединства православних народа за 2013. годину, а које се додјељује у координацији Руске православне цркве и Кабинета предсједника Руске Федерације, ради одавања признања за истакнуту дјелатност на јачању јединства православних народа и унапређење и јачање хришћанских вриједности у друштву.[2]
- Орден Светог владике Николаја Епархије ваљевске, 3. мај 2015. године.[173]
- Орден Светог Симеона Мироточивог Српске православне цркве добио је 8. октобра 2019.[174][175][176]

- Орден Републике Србије на великој огрлици.[2][177]
- Орден Епархије темишварске, септембар 2022.[178]

## Галерија
- Додик (2007)
- Додик говори на конвенцији у Београду, 2012.
- Додик љуби заставу Српске за Дан Републике, 2018.
- Милорад Додик и Владимир Путин 2023.